# Georg Anton Schäffer

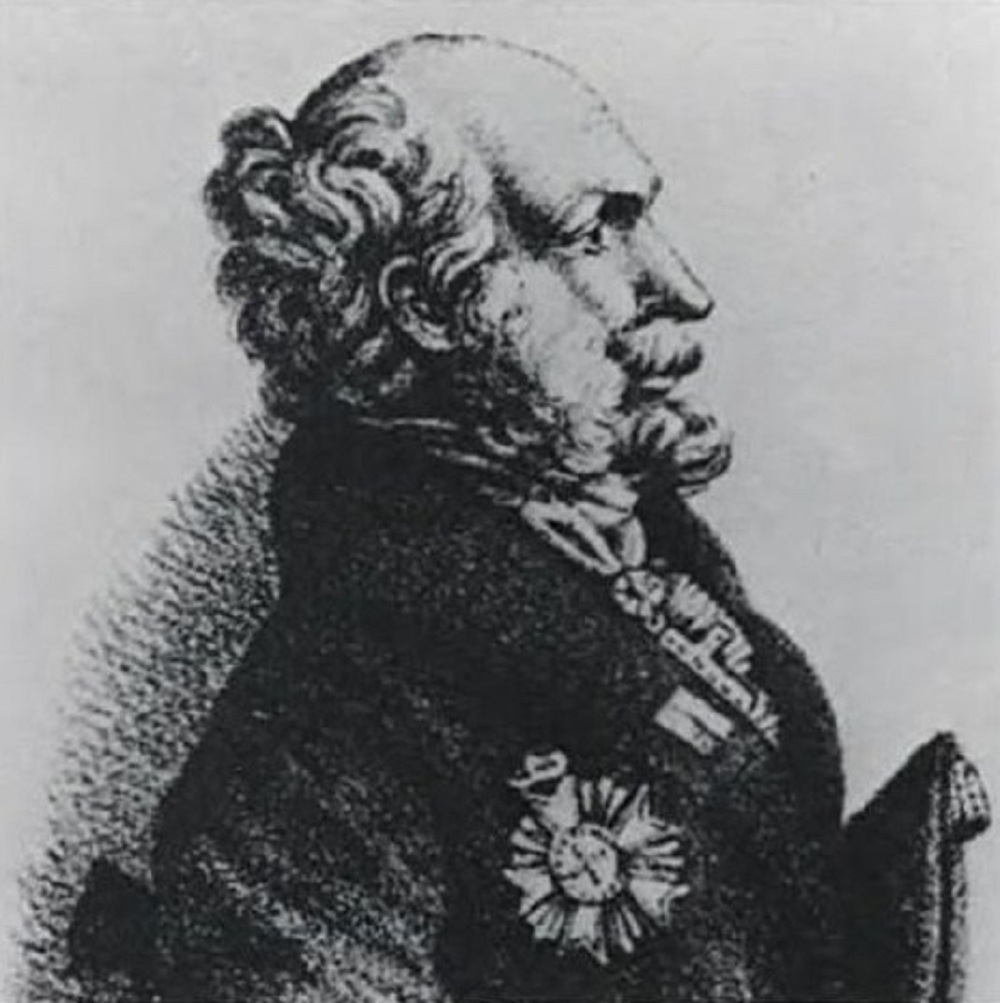
Georg Anton Schäffer

Georg Anton Schäffer (* 20. Januar 1779 in Münnerstadt; † 1836 in Jacarandá, Provinz Bahia (BA), Brasilien), auch als Georg Anton von Schäffer, Jorge Antônio von Schäffer oder selten als Jegor Nikolajewitsch oder Egor Antonowitsch Sheffer bekannt, war ein deutscher Arzt und Abenteurer.
Im Dienst der Russisch-Amerikanischen Handelskompanie versuchte Schäffer ohne Zustimmung der russischen Regierung in den Jahren 1815 bis 1817 vergeblich, Kauaʻi und Niʻihau, die nördlichsten bewohnten Inseln von Hawaii, für die Kompanie in Besitz zu nehmen.
Von 1822 bis 1828 war Schäffer ein Beauftragter des Kaiserreichs Brasilien und rekrutierte von Hamburg und Bremen aus Tausende zumeist deutsche Auswanderer als Kolonisten und Söldner für die Übersiedlung nach Brasilien.

## Leben
Georg Anton Aloysius Schäffer wurde als Sohn eines Brennereibesitzers im unterfränkischen Münnerstadt geboren. Er studierte 1801–1803 Medizin an der Universität Göttingen. Von 1803 bis 1804 war er Assistent der Medizinischen Klinik am Juliusspital, der damaligen Universitätsklinik in Würzburg. Ab 1808 arbeitete Schäffer als Militärarzt in Moskau. Während der Invasion Napoleons in Russland (1812) wurde er von seinem Jugendfreund Franz Leppich für dessen Bomben-Luftschiff-Projekt rekrutiert. Im Jahr 1813 ging er als Schiffsarzt an Bord des Schiffes Suworow. Nach Meinungsverschiedenheiten mit dem Kapitän wurde Schäffer aufgefordert, das Schiff in Nowo-Archangelsk (Sitka) zu verlassen. Der Hauptverwalter der Russisch-Amerikanischen Handelskompanie, Alexander Baranow, stellte Schäffer daraufhin in den Dienst der Handelskompanie.

## Die Schäffer-Affäre
Im Jahr 1815 segelte Schäffer auf Betreiben Baranows nach Hawaii, um für die Russisch-Amerikanische Handelskompanie Waren zurückzufordern, die von einem seiner havarierten Schiffe gestohlen worden waren. Der damalige König der Insel Kauaʻi, Kaumualiʻi (1778?–1824), der sich in latenter Abhängigkeit zum  hawaiischen König Kamehameha befand, bestärkte Schäffer in seinem Glauben, dass sich die Russisch-Amerikanische Handelskompanie zumindest auf einigen Inseln dauerhaft niederlassen könne. Das Russische Fort entstand in dieser Zeit. 1816 schloss Schäffer eigenmächtig im Namen der russischen Krone einen Protektoratsvertrag über die Hawaii-Insel Kauaʻi mit dem hawaiischen Unter-König Kaumualiʻi ab. In seiner Unkenntnis unterschätzte Schäffer jedoch die Machtverhältnisse auf den Inseln und die Bereitschaft der russischen Regierung, zu seinen Gunsten einzugreifen. Die danach verlorene Unterstützung Kaumualiʻis und insbesondere die Agitation US-amerikanischer und britischer Kaufleute zwangen Schäffer, sich geschlagen zu geben und Hawaii im Juli 1817 zu verlassen. Die Gesellschaft hatte einen Verlust von mehr als 200.000 Rubel zu beklagen. Das Unternehmen verklagte Schäffer für die Schäden, aber nach einer zweifelhaften juristischen Pattsituation fand man es einfacher, ihn nach Deutschland zurückkehren zu lassen. Die Russisch-Amerikanische Handelskompanie verfolgte hinter den Kulissen noch bis 1821 die Pläne für das Hawaii-Projekt.
Die von Schäffer errichteten Forts Alexandrovosk bei Waimea, Yelisavetinsk bei Hanalei und Fort Barclay zerfielen und das nach ihm benannte Tal Schefferovoya Dolina ist heute als Hanalei Tal bekannt.

## Schäffer und die deutsche Einwanderung in Brasilien
Die deutsche Einwanderung in Brasilien fand ihren Höhepunkt im 19. und 20. Jahrhundert. Für viele Deutsche waren die sozialen Probleme in Europa sowie die Aussicht auf Wohlstand Gründe für die Auswanderung nach Brasilien.
Im Jahr 1818 organisierte Schäffer für eine Gruppe von 20 Deutschen, die ihre Heimat verlassen wollten, eine Reise über den Atlantik nach Brasilien. Dieser Schäffer-Gruppe wurden Ländereien in Bahia gewährt. Dort wurde die Siedlung Frankenthal gegründet, die erste deutsche Siedlung in Brasilien.
Im September 1822 entsandte die brasilianische Regierung Schäffer zurück nach Deutschland, um Kolonisten und Söldner anzuwerben. Er kam Anfang 1823 als Bevollmächtigter des Kaisers Dom Pedro I von Brasilien. Schäffer richtete 1823 ein Werbebüro in Hamburg ein, besuchte die Hansestädte sowie Frankfurt am Main und zahlreiche deutsche Höfe. Diese Mission war der Anfang der ersten großen deutschen Auswanderungswelle nach Brasilien. Vor allem Menschen aus Mecklenburg, dem Hunsrück, den nördlichen und westlichen Teilen des heutigen Saarlandes und der Westpfalz ließen sich von den Agenten Schäffers anwerben. Insgesamt werden Schäffer über 5000 Deutsche zugeordnet, die in den nächsten fünf Jahren (1824–1828) nach Brasilien auswanderten.
Die Schäffer-Deutschen bildeten den Kern der ersten ausländischen Einheiten der aufstrebenden brasilianischen Armee: Viele unverheiratete Männer wurden nach der Landung in Brasilien mit der Wehrpflicht konfrontiert, was Schäffer in den Werbeverträgen für die Einwanderung nicht erwähnt hatte, da offiziell die Anwerbung von Soldaten verboten war.
Schäffers unorthodoxer Sinn für die Realität in Brasilien ging zweimal schief. Als Schäffer 1827 nach Brasilien zurückkam, forderte er den Kaiser auf, ihm einen Lebensstil wie den eines Markgrafen zu ermöglichen. Kaiser Dom Pedro weigerte sich und gab ihm nur eine Geldprämie. 1829 forderte Schäffer einen anderen Gefallen, dieses Mal seine Ernennung zum Botschafter von Brasilien. Auch das wurde ihm verweigert.